# Johannes Steudel
Johannes Gustav Friedrich Steudel (* 9. März 1901 in Ronneburg (Thüringen); † 31. Mai 1973 in Bonn) war ein deutscher Medizinhistoriker.

## Leben
Nach dem Realgymnasium Reichenbach besuchte Johannes Steudel ab 1912 die Nikolaischule in Leipzig, die er 1920 abschloss. Anschließend studierte er Archäologie, Kunstgeschichte, Philosophie und Germanistik an den Universitäten Leipzig und Königsberg. Mit einer Dissertation über die Hadrianvilla wurde er am 14. August 1923 in Königsberg in klassischer Archäologie promoviert und erhielt daraufhin eine Assistentenstelle am dortigen Archäologischen Institut. Nach einer Ausbildung bei Koehler & Volckmar war Steudel ab 1926 als wissenschaftlicher Buchhändler im Auftrag von ausländischen Bibliotheken tätig. Im Juli 1935 absolvierte er freiwillig eine viermonatige Militärausbildung. 1936 begann er in Leipzig ein Medizinstudium, das er 1940 abschloss (Approbation am 15. März und Promotion zum Dr. med. am 26. Juni 1941). In dieser Zeit war er Mitglied der Deutschen Studentenschaft. Zwischenzeitlich war er von August 1939 bis April 1940, im Mai 1941 und  im August/September 1942 zum Sanitätsdienst der Wehrmacht eingezogen. Anschließend arbeitete er als Assistent am Karl-Sudhoff-Institut in Leipzig und habilitierte sich am 15. März 1943 für Medizingeschichte. Am 17. Dezember 1943 wurde er zum Dozenten ernannt. 1937 trat er in die NSDAP ein (Mitgliedsnummer 4.773.066), 1941 in den NSD-Ärztebund (Nr. 36006) und ab Februar 1944 in den NSD-Dozentenbund. Er war außerdem Mitglied im Kyffhäuserbund.
Als Nachfolger des pensionierten Karl Schmiz (1877–1946) übernahm Steudel ab dem Wintersemester 1943/44 einen Lehrauftrag für Medizingeschichte an der Universität Bonn, die ihn 1957 zum Ordinarius und 1958/59 zum Rektor ernannte. 1968 organisierte er den Umzug in das nach seinen Plänen errichtete Medizinhistorische Institut auf dem Venusberg. 1969 wurde er emeritiert. Im Jahr 1952 wurde er zum Mitglied der Leopoldina gewählt.
Zu seinen Schülern gehörten Gernot Rath und Heinrich Schipperges, die gemeinsam zu Steudels 65. Geburtstag die Festschrift Medizingeschichte im Spektrum herausgaben.

## Privates
1924 heiratete Steudel die Schauspielerin Luise Glau, die im Januar 1925 seinen Sohn Andreas Karl Johannes gebar. Die Ehe wurde kurz darauf geschieden. 1945 heiratete Steudel die Zahnärztin Marianne Franzke, mit der er eine Tochter hatte.

## Veröffentlichungen (Auswahl)
- Zur Geschichte der Lehre von den Greisenkrankheiten. In: Sudhoffs Archiv. Band 35, 1942, S. 1–27.
- als Hrsg. mit Rudolf Creutz: Einführung in die Geschichte der Medizin in Einzeldarstellungen. Iserlohn 1948. Mit eigenen Beiträgen.
- Woher kommt der Name Krebs? In: Deutsche Medizinische Wochenschrift. Band 78, 1953, S. 1574.
- Zwerg auf der Schulter des Riesen. In: Sudhoffs Archiv. Band 37, 1953, S. 394–399.
- Die Geschichte des Diabetes. In: Diabetiker. Band 3, 1954, S. 45 f., 61 f. und 71 f.
- Die Siebolds, ein hervorragendes Ärzte-Geschlecht aus dem Dürener Lande, zu 65jährigen Bestehen der Firma Dr. Degen & Kuth. Düren 1954.
- Johannes Müller (1801–1858). In: Edmund Strutz (Hrsg.): Rheinische Lebensbilder. Band 1, Düsseldorf 1961, S. 152–167.
- Le physiologiste Johannes Müller. Paris 1963.
- Der anatomische Terminus „Netz“. In: Sudhoffs Archiv. Band 47, 1963. S. 383–386.
- Johannes Müller und die Neurophysiologie. In: Karl Eduard Rothschuh (Hrsg.): Von Boerhaave bis Berger. Die Entwicklung der kontinentalen Physiologie im 18. und 19. Jahrhundert mit besonderer Berücksichtigung der Neurophysiologie. Stuttgart 1964 (= Medizin in Geschichte und Kultur. Band 5), S. 62–70.
- Der Verbandstoff in der Geschichte der Medizin: Ein kulturhistorischer Überblick. Düren 1964.
- Der Psychiater Maximilian Jacobi. In: Heimatbuch der Stadt Siegburg II. Siegburg 1967, S. 284 f. und 776–794.